# Куба (ковёр)
Куба (азерб. Quba) — азербайджанские ковры, относящиеся к кубинской группе Куба-Ширванской школы ковроткачества.

## Классификация
Производятся в городе Губа на северо-востоке Азербайджана. Ковры получили широкую известность благодаря тонкому тканью различных узоров.

## Художественные особенности
У кубинских ковроткачей знаменитыми считаются ковры, которые они называют «Тек-гёл» (с азерб. — «один гёль»).
Композиция серединного поля ковра состоит из нескольких гелей и «кетебе», расположенных в ряд по вертикали. Восьмилепестковые гели одинакового размера, но отличны от гелей других ковров Куба-Ширванской школы своей формой. Медальоны в этих коврах не имеют разных значений, как в других коврах Куба-Ширвана, а восходят к декоративным медальонам, образовавшимся кривыми линиями и видоизменившимся в процессе развития ковроделия. Лячаки этих медальонов в коврах, из которых они были заимствованы, были одного размера; а в Кубинских коврах гели приобрели вытянутую в горизонтальном направлении форму лишь по причине того, что число рядов узлов по длине ковра получилось больше, чем узлов по ширине. Между этими медальонами можно поместить «кетебе» больших размеров, что считают художественной особенностью данного вида ковров. В этом ковре заполняющие элементы приобрели новые формы, изменяясь в результате технических процессов. Вокруг медальонов и «кетебе» разбросаны элементы различной формы. Серединное поле такой композиции называют «ачыг ерли», то есть с незамкнутым фоном; но иногда серединное поле таких ковров обрамляется новым замкнутым шестиугольным полем под названиями «баглы ерли» (с азерб. — «замкнутый фон») и «пенджере» с азерб. — «окно». Бордюрные украшения состоят из различных полос — серединной и малой каймы, медахилей. Серединная кайма присуща старым коврам, производимым в Ширване, однако в коврах кубинской группы такие серединные поля пустили глубокие корни. Элемент, который считают главным украшением и составляет раппорт этой каймы, мастера называют «тонгал» (с азерб. — «костёр»). Предполагают, что такое название связано с верованиями огнепоклонников.
Фон среднего поля ковров «Куба» в большинстве случаев темно-синий или темно-голубой. Редко, но можно встретить ковры с красным фоном.

## Технические особенности
Ковры «Куба» считаются коврами среднего Куба-Ширванской школы.
Размер таких ковров — от 110x220 см до 130x200 см. На одном квадратном метре ковра находится от 160000 до 250000 узлов. Высота ворса — 4,7 мм.